# German-Halbinsel
Die German-Halbinsel (bulgarisch полуостров Герман poluostrow German) ist eine 15,9 km lange, 11,4 km breite und gebirgige Halbinsel an der Fallières-Küste des Grahamlands auf der Antarktischen Halbinsel. Sie liegt zwischen dem Bourgeois-Fjord im Norden und Westen sowie dem Dogs-Leg-Fjord im Süden und erstreckt sich zwischen dem Thomson Head im Norden und dem Bottrill Head im Südwesten.
Britische Wissenschaftler kartierten sie 1978. Die bulgarische Kommission für Antarktische Geographische Namen benannte sie 2010 nach der Ortschaft German im Westen Bulgariens.